# SN 2006iz
SN 2006iz – supernowa typu Ia odkryta 30 września 2006 roku w galaktyce A211617+0033. W momencie odkrycia miała maksymalną jasność 21,10m.